# Jagdkommando
Le Jagdkommando désigne les forces spéciales de la Bundesheer autrichienne. Créé en 1962, initialement comme commando de montagne, il s'est diversifié depuis le milieu des années 1990 : mission de contre-guérilla urbaine pour l'OTAN en ex-Yougoslavie, mission de contre-terrorisme dans la guerre contre les islamistes, actions en profondeur.
le Jagdkommando dispose de neuf Sikorsky S-70A-48, une des versions export du UH-60M Blackhawk.